# Puerto de Tilbury
El puerto de Tilbury se encuentra en el río Támesis en Tilbury, Essex, Inglaterra. Es el principal puerto de Londres, además de ser el principal puerto del Reino Unido para el manejo de la importación de papel. Tiene amplias instalaciones para contenedores, granos y cargas a granel. También tiene instalaciones para la importación de automóviles. Forma parte del más amplio puerto de Londres.

## Geografía
El puerto de Tilbury se encuentra en la orilla norte del río Támesis, a 25 millas (40 km) aguas abajo del puente de Londres, en un punto donde el río hace una curva hacia el sur, y donde su ancho se reduce a 800 yardas (730 m). La curva es parte de los tramos inferiores del Támesis: dentro del meandro había una enorme zona de marismas. Gravesend en la orilla opuesta fue durante mucho tiempo un puerto de entrada para los buques, todos los cuales utilizaban el mismo río para la carga y descarga de mercancías y pasajeros. También había un astillero naval en Northfleet. Los nuevos muelles de aguas profundas fueron el resultado de toda esa actividad marítima.

## Historia
Los primeros muelles de Londres, construidos cerca de la ciudad, fueron abiertos por etapas por las que iban a convertirse en las Compañías de Muelles de las Indias Orientales y Occidentales (E&WIDC) a principios del siglo XIX. Con la llegada del ferrocarril y el aumento del tamaño de los buques, la ubicación cerca del centro de Londres fue menos importante que el acceso a aguas profundas, los sitios de libre disposición y la reducción del tiempo de viaje por el complicado Támesis. La compañía había estado durante mucho tiempo en competencia con su rival, la Compañía de Muelles de Londres y St. Katherine (L&StKDC), y había hecho todo lo posible por dominarla. La apertura del Muelle Royal Albert  por la (L&StKDC), con su cobro por aguas profundas, en 1880, dio acceso al Támesis en Gallions Reach, 11 millas (18 km) río abajo del puente de Londres y de los entonces principales muelles de Londres. Ante ello la (E&WIDC) se vio obligada a tomar medidas. 
En 1882, un Acta del Parlamento permitió a esta última construir los muelles en Tilbury; el trabajo comenzó dos semanas más tarde, y el primer buque atracó al muelle el 17 de abril de 1886. Este fue el Glenfruin que llevaba a bordo la comitiva oficial para la ceremonia de apertura. La apertura del muelle se llevó a cabo  al comienzo de la era del buque a vapor y su ubicación pronto demostró ser la correcta.

## Los nuevos muelles

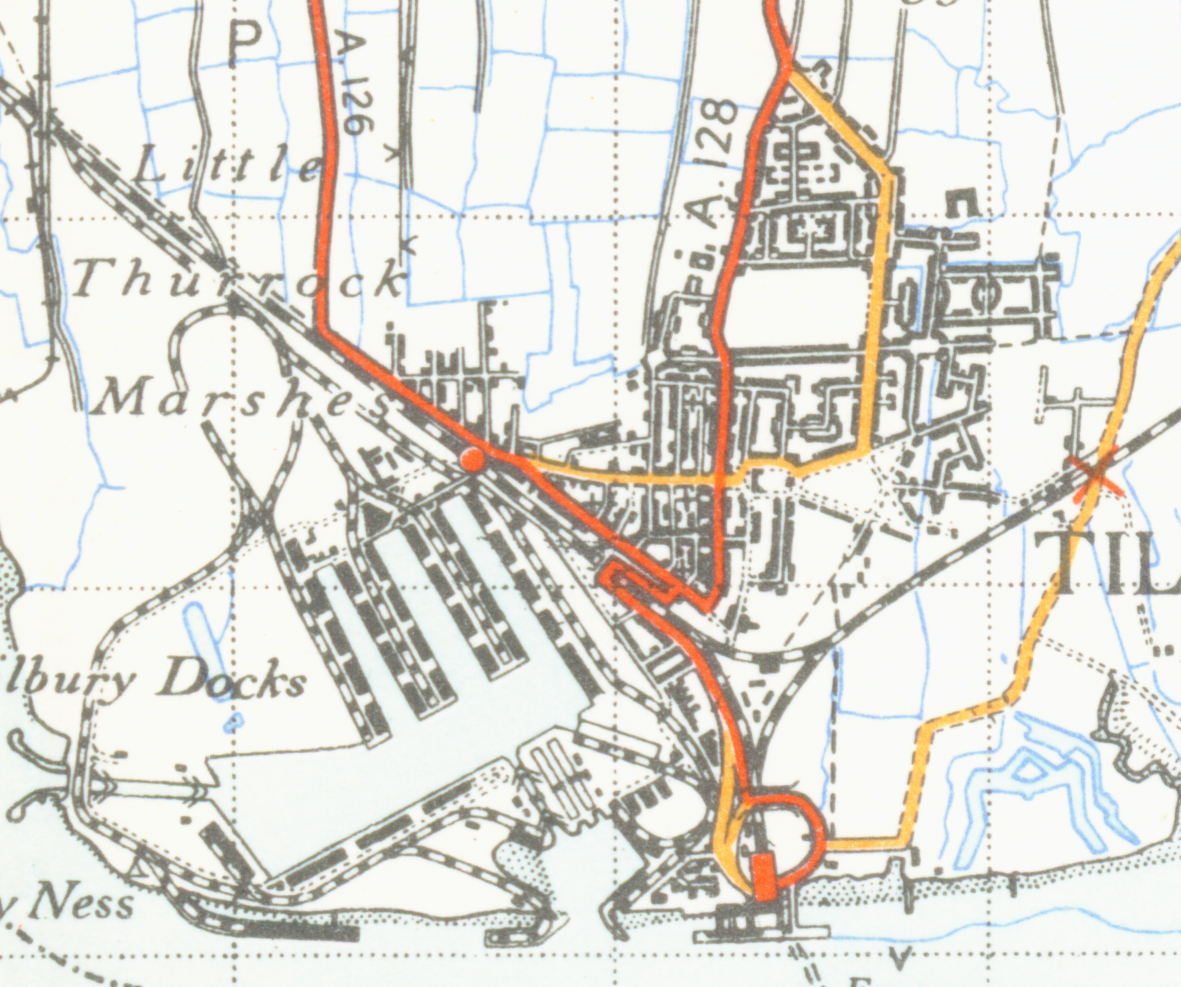
Mapa de Tilbury en 1946

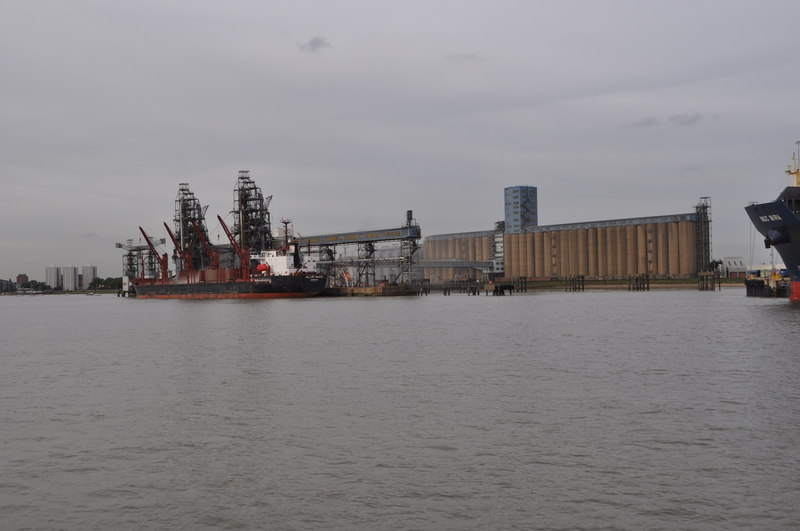
Terminal granelero - Buque descargando

Los muelles originales consistían en una dársena de marea en Gravesend Reach opuesta a Northfleet, conectados por una esclusa a un muelle principal con tres ramas laterales llamados muelles del Oeste, Este y Central. Entre la dársena de las mareas y el muelle principal había dos diques secos.

## La expansión de los muelles
En 1909 Tilbury, junto con los muelles de aguas arriba, se convirtió en parte de la recién fundada  Autoridad del Puerto de Londres. (PLA)
En 1921, y nuevamente en 1929, el PLA llevó a cabo importantes mejoras. Estas incluyeron una nueva esclusa de 1.000 pies (300 m) de largo y 110 pies (34 m) de ancho, que unió los muelles directamente con el Támesis hacia el oeste en Northfleet Hope, y un tercer dique seco, de 752 pies (229 m) de largo y 110 pies (34 m) de ancho. Estos trabajos fueron efectuados por Sir Robert McAlpine. 
Durante la década de 1960, cuando los muelles de aguas arriba se cerraron, el PLA amplió las instalaciones del muelle de Tilbury. Entre 1963 y 1966 se construyó un enorme cuarto muelle, que corre al norte desde el muelle principal por casi 1 milla (1,6 km). La dársena de marea fue cerrada y finalmente rellenada. En 1969 un terminal granelero de £ 6M en Northfleet Hope (en ese momento el más grande de Europa) se puso en servicio. A principios de 1980 Tilbury fue el último conjunto de muelles cerrados en operaciones de la PLA.
La PLA financió un nuevo puerto de contenedores de £30M que se abrió en 1967. Temas laborales impidieron su completa entrada en servicio hasta abril de 1970, a pesar de que la línea de Estados Unidos había llegado a un acuerdo con el sindicato para iniciar el servicio en 1968. [5] En 1978, un sitio de aguas profundas se abrió para grandes buques de contenedores en terrenos recuperados en Northfleet Hope.

## Adquisición del terminal de contenedores
El 25 de enero de 2012 Otter Ports Holdings Ltd, propietario de Forth Ports, adquirido de DP World Limited ("DP World") y Associated British Ports Ltd ("AB Ports") la participación del 67% de Tilbury Container Services Ltd ("TCS") no ya propiedad de Forth Ports en una transacción en efectivo. Forth Ports habían sido un tercer accionista en TCS desde 1998 junto con los socios de DP World y AB Ports. TCS está situado dentro del puerto de Tilbury, que es propiedad exclusiva de Forth Ports.

## Terminal de cruceros marítimos
Una de las líneas navieras que utilizaron sus muelles fue la P&O. Tilbury se convirtió en el único puerto de la PLA en atender los buques de cruceros marítimos, cuando, en 1916, se abrieron sitios específicamente para la P&O en el complejo portuario. Por la necesidad de ampliación de las instalaciones, un nuevo gran escenario  para la atención de pasajeros fue construido en el Támesis conjuntamente por la PLA y el London Midland y Scottish Railway, con conexiones ferroviarias. Fue inaugurado en mayo de 1930 por Ramsay MacDonald.
Tilbury operó como terminal de pasajeros de Londres hasta la década de 1960. Para muchas personas Tilbury fue su punto de emigración a Australia en un régimen de pasaje ayudado establecido y gestionado por el gobierno de Australia. Los diez libras Poms como se les conocía en Australia, se embarcaban en los buques como el RMS Mooltan y se dirigían a una nueva vida. Tilbury fue también un puerto de entrada para muchos inmigrantes; entre ellos un grupo grande de las Indias Occidentales en el Empire Windrush en 1948.
La fase de recepción de pasajeros fue reabierta por el grupo del puerto de Tilbury como la Terminal de Cruceros de Londres en 1995, [8] aunque ya no asistida por el ferrocarril. Cruceros más pequeñas a menudo atracan o amarran río arriba en Londres. Cuando las mareas o las obras comprometen su calendario de llegada, pueden en su lugar utilizar este terminal.

## El puerto a comienzos delsigloXXI
En 1992, el puerto fue privatizado y es parte de la organización Forth Ports, el PLA retuvo el rol de gestión de la marea del Támesis.
A comienzos del siglo XXI el puerto maneja una variedad de carga a granel, madera, automóviles y el tráfico de contenedores y sigue siendo, junto con Southampton y Felixstowe, uno de los tres principales puertos de contenedores de Gran Bretaña. Es el principal puerto del Reino Unido para la importación de papel incluyendo el papel de diario.
La Policía del Puerto de Tilbury, entre las más antiguas de este tipo de fuerzas en el Reino Unido, es la responsable de la seguridad del puerto.
El puerto es también una base de operaciones de Thurrock Sea Cadets, que operan la HMS Iveston (una clase dragaminas Coniston).
La organización de asistencia social de gente de mar, Apostolado del Mar, que ofrece apoyo práctico y pastoral a la gente de mar, tiene un capellán en el puerto.